# دیث (نوادا)
دیث (به انگلیسی: Deeth) یک منطقهٔ مسکونی در ایالات متحده آمریکا است که در شهرستان ایلکو، نوادا واقع شده‌است.